# Немања Живковић
Немања Живковић (Лесковац, 6. септембар 1989) српски је филмски, телевизијски, позоришни и гласовни глумац.

## Биографија
Немања Живковић је рођен 6. септембра 1989. године у Лесковцу. Глуму је завршио на Факултету уметности Универзитета у Приштини. Био је члан Народног Позоришта у Лесковцу, а тренутно је запослен у студију глуме „Две бесне глисте”. Бави се синхронизацијом филмова и серија за студије Блу хаус, Голд Диги Нет, Синкер медија и Студио.

## Филмографија
| Год.       | Назив                  | Улога                        |
| ---------- | ---------------------- | ---------------------------- |
| 2010-e     |                        |                              |
| 2012-2014. | Војна академија        | Жути                         |
| 2014.      | Синђелићи              | Радник                       |
| 2014.      | Ургентни центар        | Бане                         |
| 2015.      | Чизмаши                | Поднаредник у војном затвору |
| 2018.      | Чађава механа          | Кисели                       |
| 2018.      | Шифра Деспот           | Пекин партнер                |
| 2018.      | Краљ Петар Први (филм) | Војник гласник               |
| 2022.      | Државни службеник      | Богданијев возач џипа        |

## Улоге у синхронизацијама
| Година     | Наслов                                                    | Улога |
| ---------- | --------------------------------------------------------- | --- |
| 2013.      | Аватар: Последњи владар ветрова                           | Сока |
| 2013.      | Викторијус                                                | Синџин Ван Клиф                                                                                            |
| 2013.      | Дора истражује (Голд диги нет)                            | Лисац Крадљивац                                                                                            |
| 2013.      | Живот са дечацима                                         | Сем Фостер                                                                                                 |
| 2013.      | Млади мутанти нинџа корњаче (2012)                        | Ксевер Монтес / Рибоглави / Мистер Икс, Џим, Радник канализације, Капетан Деш Кулстар (С2Е9)               |
| 2014.      | Зврчка                                                    | Дарен Вадер                                                                                                |
| 2014.      | Сем и Кет                                                 | Дајс Коронел                                                                                               |
| 2015.      | Ники, Рики, Дики и Дон                                    | Род Динаматеј                                                                                              |
| 2016-2020  | Хенри Опасност                                            | Франкини (говор), Пчелар, Мућаћо 2                                                                         |
| 2016.      | Тандерменови                                              | Чед |
| 2017.      | Тинејџ вештица                                            | Џекс Новоа                                                                                                 |
| 2017.      | Сунђер Боб Коцкалоне (ТВ синхронизација, Голд диги нет)   | Шкољкабој, Ноби                                                                                            |
| 2018-2019. | Миракулус: Авантуре Бубамаре и Црног Мачора               | Плег |
| 2018.      | Мистерија породице Хантер                                 | |
| 2018.      | Ја сам Френки                                             | Роби |
| 2018.      | Чета витезова                                             | Зандер, краљевски уздисач                                                                                  |
| 2018.      | Биро магичних ствари                                      | Џаред Блеквел (С1)                                                                                         |
| 2019.      | Тајне авантуре кућних љубимаца 2                          | Грудвица                                                                                                   |
| 2020.      | Ждребићи у Фантазији                                      | Седрик, Бативигс                                                                                           |
| 2020.      | Прстохват магије                                          | Патрик Обрајeн                                                                                             |
| 2020.      | То је Пони                                                | Пони |
| 2020.      | Ратови звезда: Ратови клонова                             | Борбени дроиди                                                                                             |
| 2020-2023. | Шпијунци                                                  | Еди, Гил, Гај, Леон, Новинар                                                                               |
| 2021.      | Нубови                                                    | КОНГ (С2)                                                                                                  |
| 2021.      | Гамболов чудесни свет                                     | Гђа Симијан                                                                                                |
| 2021.      | Виктор и Валентино                                        | Виктор Калавера                                                                                            |
| 2021.      | Кебино дечије одмаралиште: Сунђер Бобове подмладне године | Ноби |
| 2021.      | Шоу Патрика Звезде                                        | Индиго Флим-Флам дух                                                                                       |
| 2022.      | Звездане стазе: Протозвезда                               | Тадијун Окона, Тродо, Бодљоглави ванземаљац, Двоглави ванземаљац, Максимилион                              |
| 2022.      | Трансформерси: Земаљска искра                             | Џобрејкер Малто, Свиндл                                                                                    |
| 2022.      | Ловци на Деда Мраза                                       | Тата |
| 2022.      | Божић у кући Бука                                         | Хауард Мекбрајд                                                                                            |
| 2023.      | Монстер хај (ТВ серија)                                   | Гроф Дракула                                                                                               |
| 2023.      | Зона плиме                                                | Француски наратор                                                                                          |
| 2023.      | Стварна кућа Бука                                         | Хауард Мекбрајд, Ро-Бата, Мушкарац                                                                         |
| 2023.      | Рабл и екипа                                              | Омар |
| 2024.      | Папир, Камен, Маказе (ТВ серија)                          | Принц муља, Муштерија, Папагај, Јефтини станови војс-овер, Обожаватељ, Штрајкач, Фотограф, Лик из филма #1 |
| 2024.      | Зуки и Руби на планети Земљи                              | Стен Студебејкер, Пуцијанац #3, Херц, Поштар, Ратник сира #1                                               |